# Comodo System Cleaner
Comodo System Cleaner — набір утиліт та інструментів для очищення, налагодження й аналізу операційної системи. Дозволяє підвищити продуктивність операційної системи, налаштувати деякі її функції, видалити непотрібні файли, очистити системний реєстр, закодувати дані. Використовує запатентовану технологію SafeDelete, за допомогою якої безпечно відновлює будь-які вилучені файли. Comodo System Cleaner 100 % безкоштовний для домашнього і комерційного використання.

## Можливості програми
- Очищення і оптимізація системного реєстру.
- Очищення жорсткого диска від непотрібної інформації та невикористовуваних системних файлів. Пошук і видалення дублікатів.
- Очищення на комп'ютері конфіденційної інформації користувачів.
- Видалення і переміщення заблокованих файлів.
- Безпечне безповоротне видалення конфіденційних файлів з перезаписом секторів жорсткого диска.
- Надання різноманітної інформації про програмне й апаратне забезпечення комп'ютера.